# Ponte Alta (Uberaba)

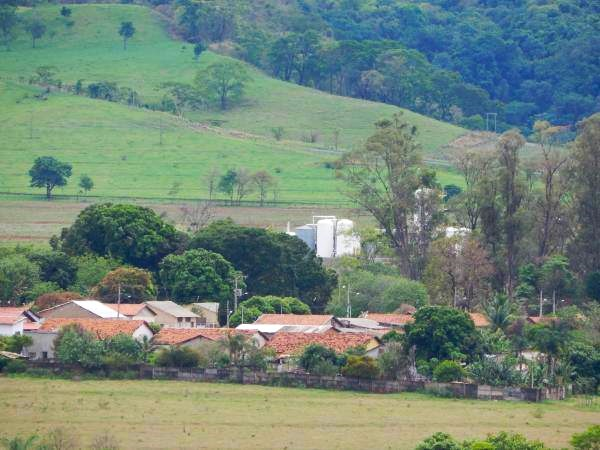
Vista do Distrito de Ponte Alta

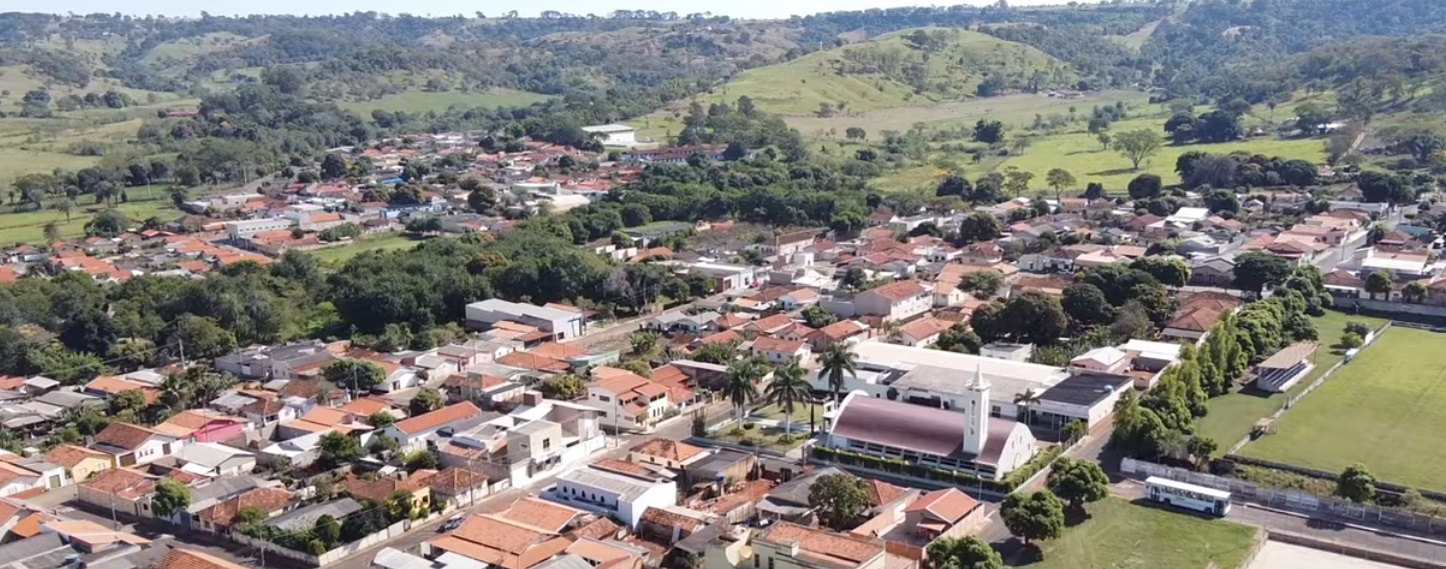
Vista do Distrito de Ponte Alta

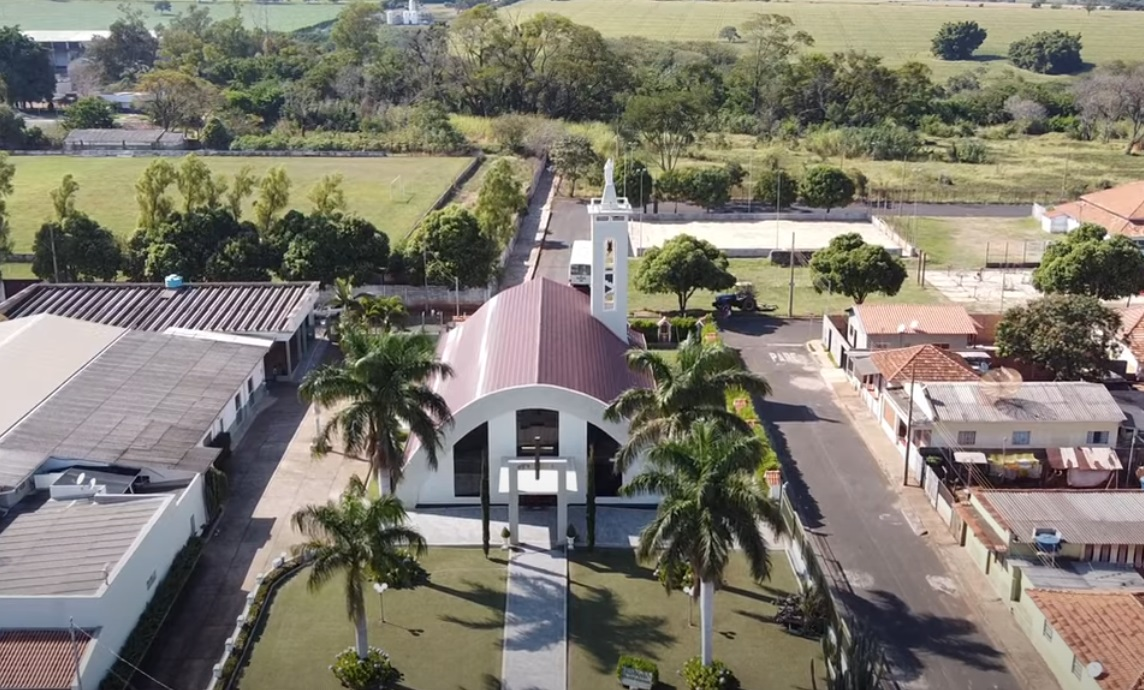
Igreja de Ponte Alta

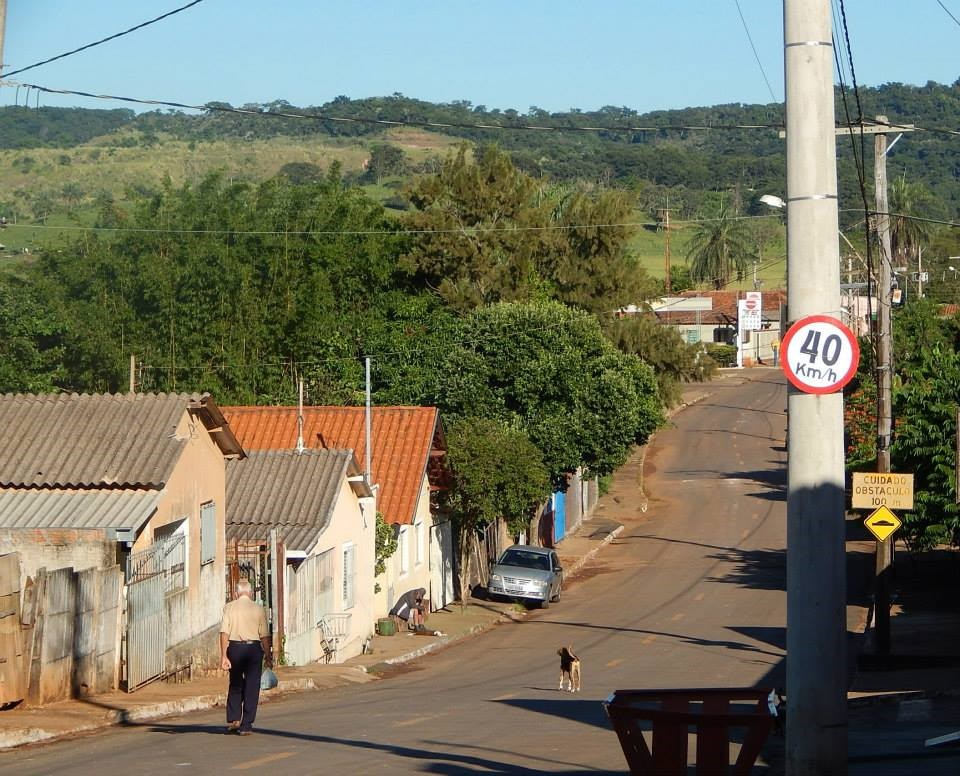
Rua do Comércio em Ponte Alta

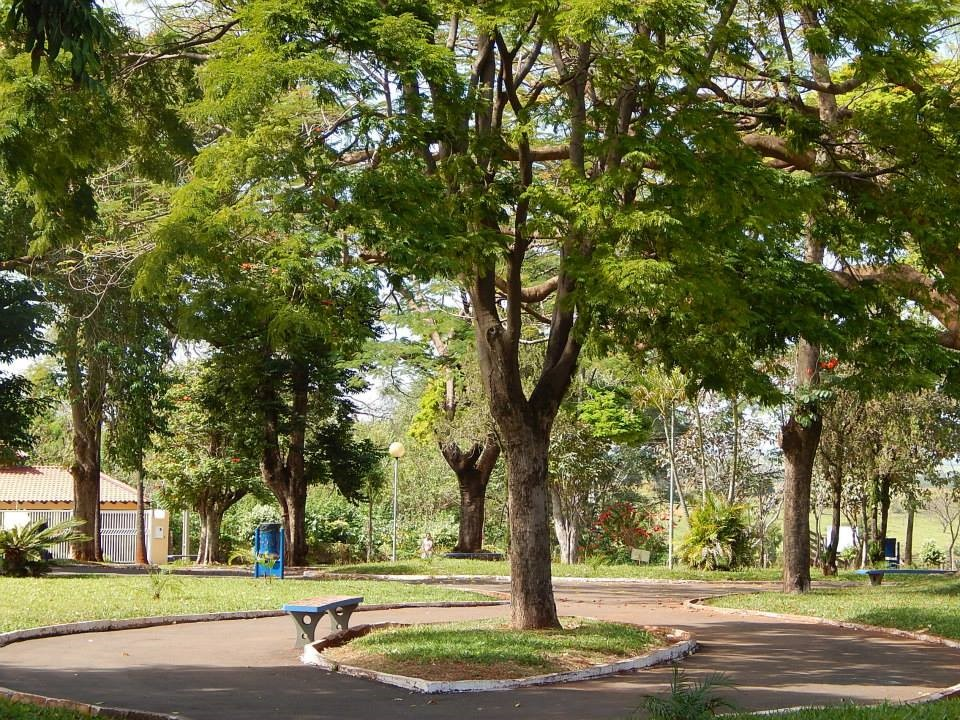
Praça Dr Augusto Barreto em Ponte Alta

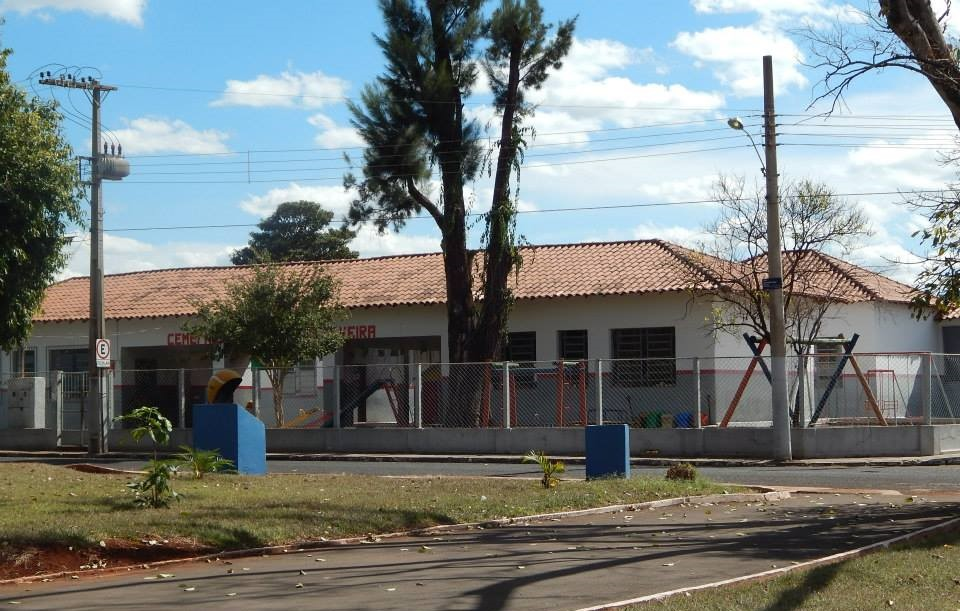
CEMEI Nicanor Pedro da Silveira em Ponte Alta

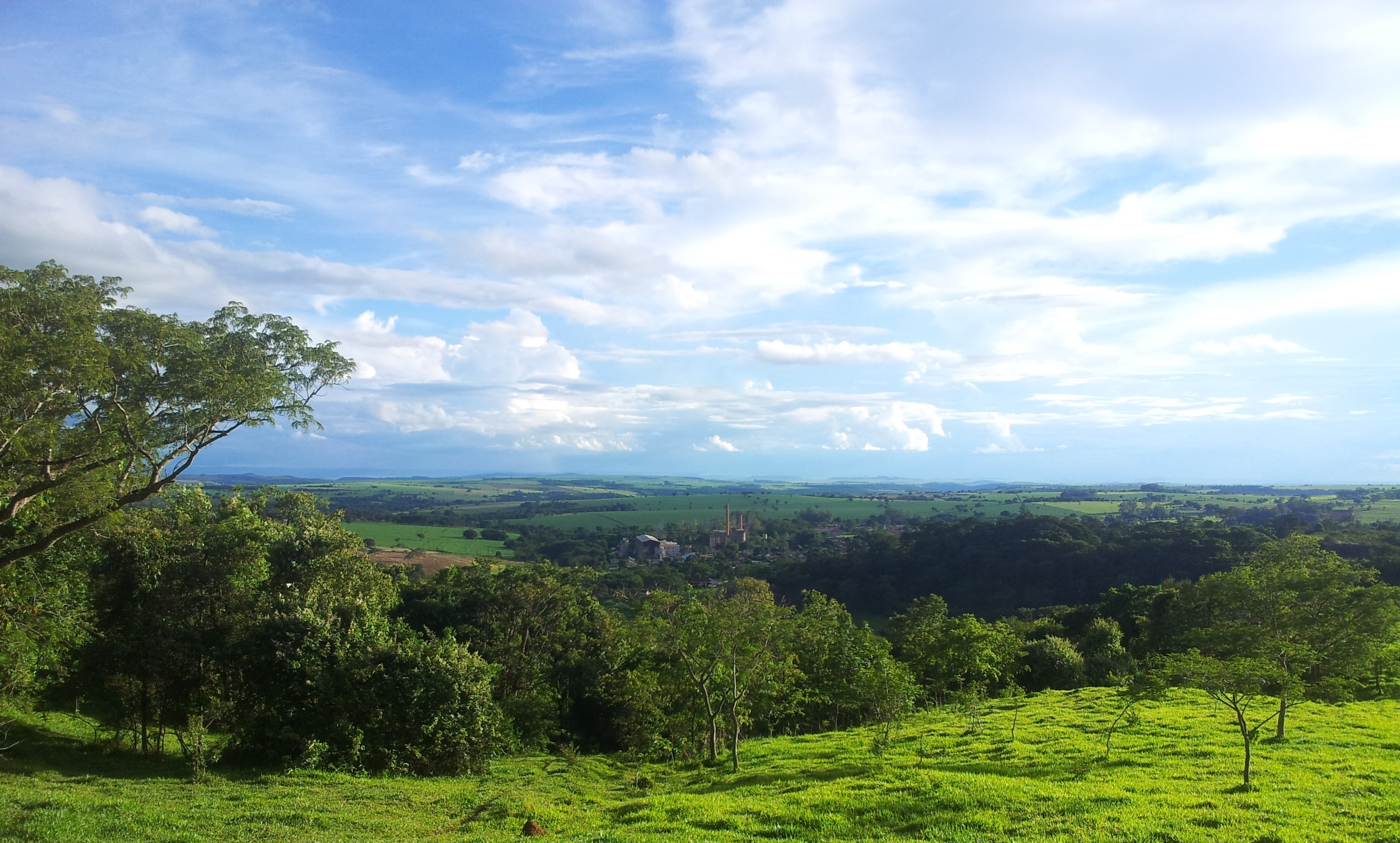
Ponte Alta Vista do Chapadão

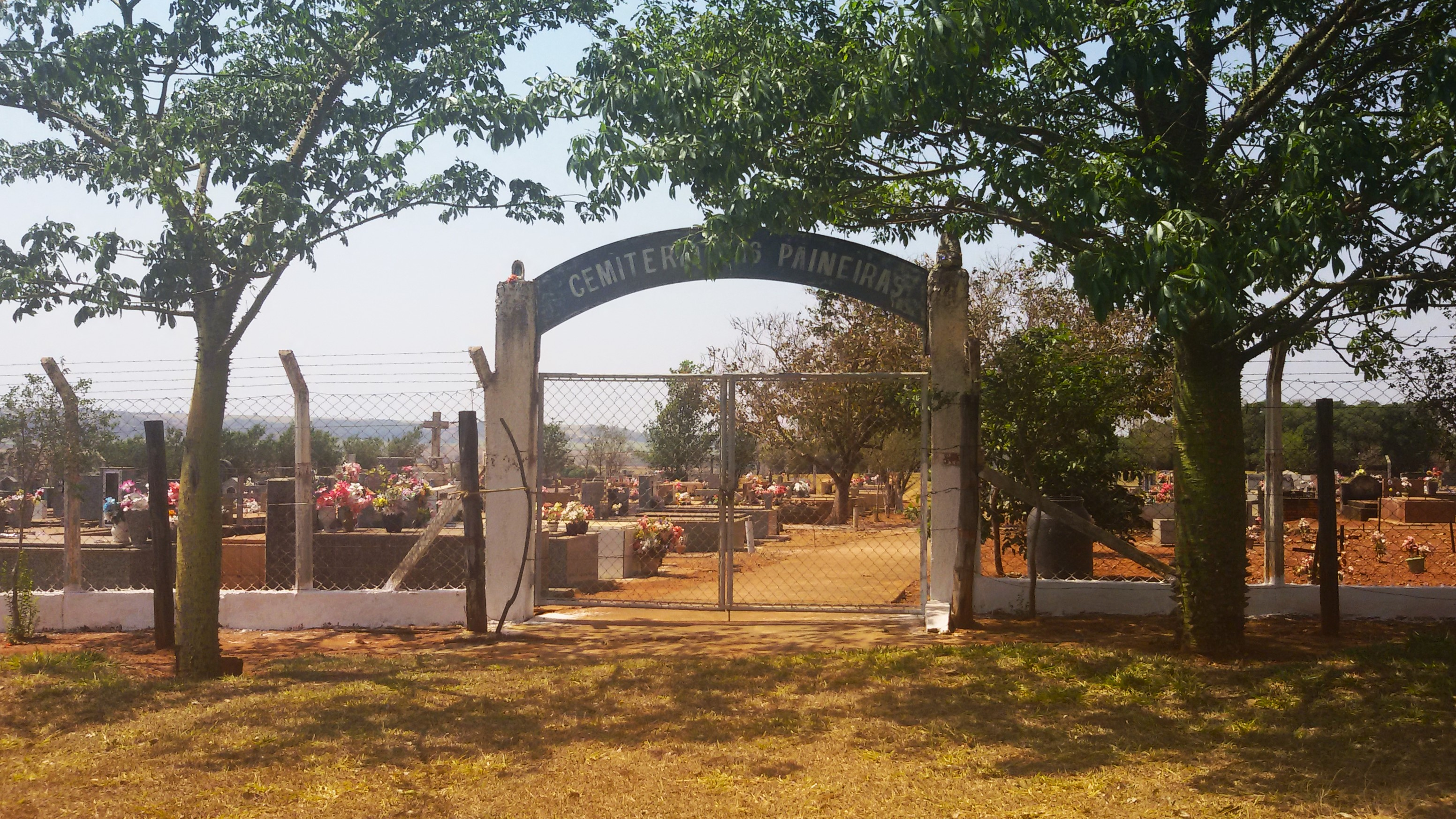
Cemitério das Paineiras em Ponte Alta

Ponte Alta é um distrito de Uberaba, Minas Gerais, situado a 40 quilômetros do centro urbano, próximo à BR-262 em direção a Araxá. Com uma população de aproximadamente 2.500 habitantes, a região é caracterizada pela sua terra fértil, destacando-se as terras do Vale do Ribeirão Ponte Alta e do Chapadão São Basílio.
A economia de Ponte Alta é predominantemente baseada na agropecuária, com destaque para a produção de leite, milho, soja, cana-de-açúcar, além da recria e engorda de bois. O distrito também é conhecido por sua acolhedora comunidade que promove diversos eventos culturais e sociais, como a Festa de São José Operário, encontros de folias de reis, festas juninas, e outros eventos que atraem visitantes e movimentam a economia local.
A infraestrutura local inclui serviços essenciais como escolas (Centro Municipal de Educação Infantil Nicanor Pedro da Silveira Municipal e Escola Municipal Gastão Mesquita Filho), creche, unidade de saúde, correios e um destacamento policial. O comércio é variado, contando com mercearias, farmácia, banco, lojas, bares, lanchonetes e agropecuárias. A comunidade também se beneficia da atuação de grupos como a Associação de Produtores Rurais e o clube de mães "Unidas Venceremos", que, com o apoio da Secretaria de Agricultura, realizam eventos como feiras de alimentação e produtos artesanais.

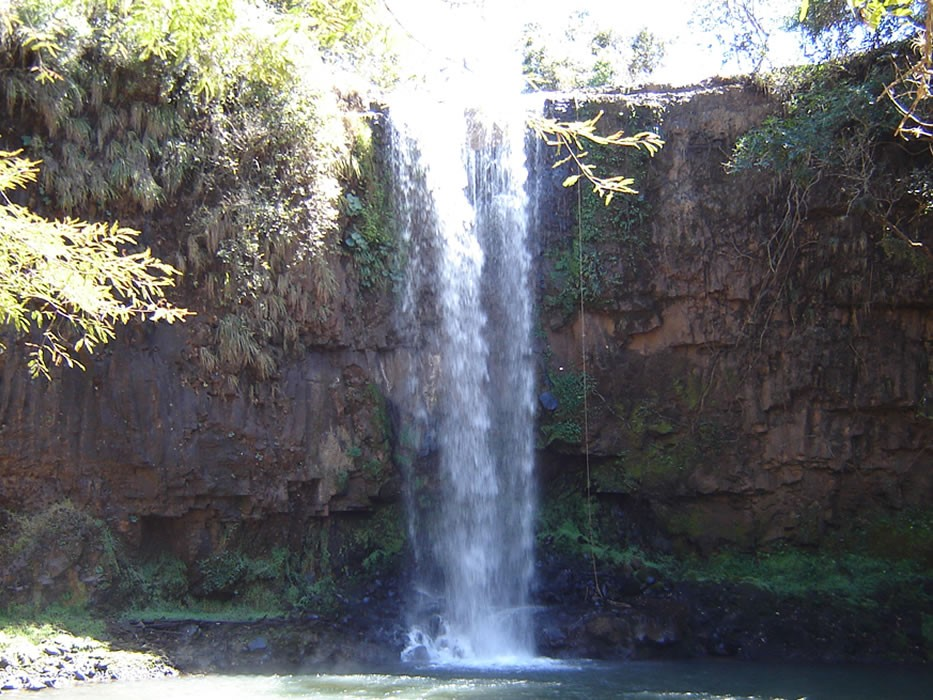
Cachoeirão do Ribeirão Ponte Alta

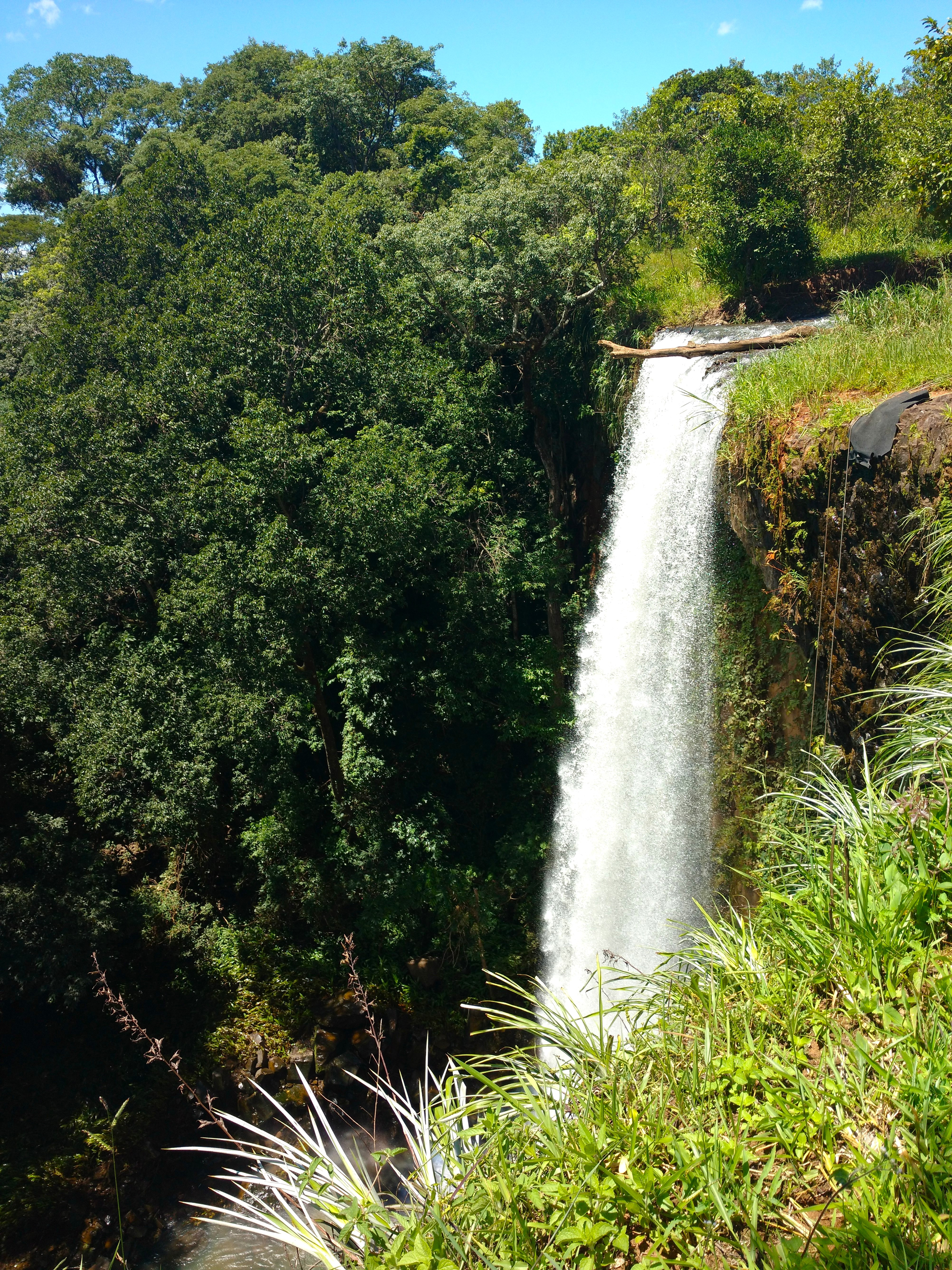
Cachoeirão do Ribeirão Ponte Alta

Entre as atrações naturais, destacava-se a Cachoeira Véu de Noiva, embora recentemente tenha sido interditada pela Defesa Civil devido a riscos de desmoronamento de rochas.
Ponte Alta abriga manifestações culturais significativas, como a Companhia de Reis Estrela do Oriente, uma expressão das tradicionais folias de reis, registrada pelo IEPHA por sua relevância cultural em Minas Gerais. O distrito também é palco de colaborações entre a universidade local e empresas como a RHI Magnesita, na exploração e preservação ambiental.
Embora a comunidade enfrente desafios, como a necessidade de melhorias na infraestrutura e lazer, esforços têm sido feitos para revitalizar espaços como o antigo Clube Social. Projetos de colaboração entre a prefeitura e a comunidade local visam fornecer materiais para que os próprios moradores executem obras de melhorias, demonstrando um espírito de resiliência e cooperação que define o distrito de Ponte Alta.

## Fábrica de Cimento

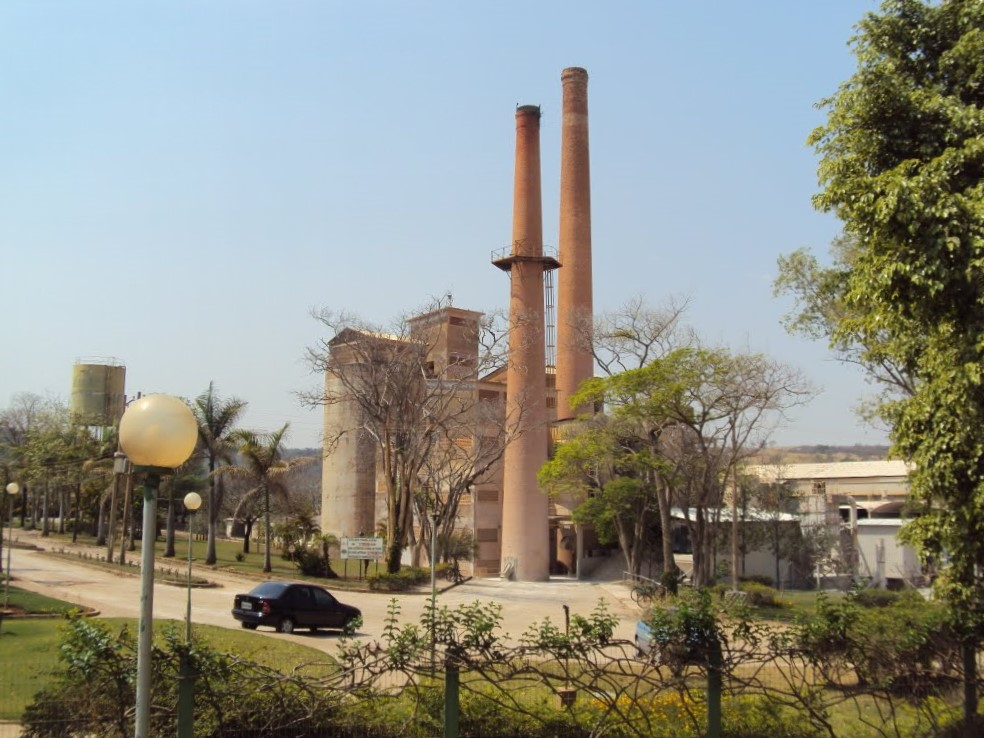
Vista da Fábrica de Cimento Ponte Alta

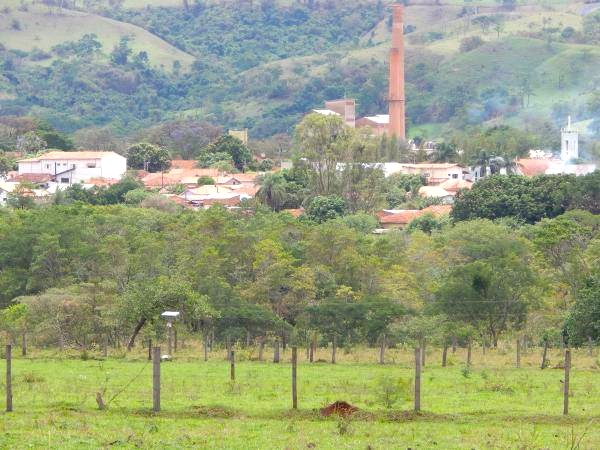
Vista da Fábrica de Cimento Ponte Alta

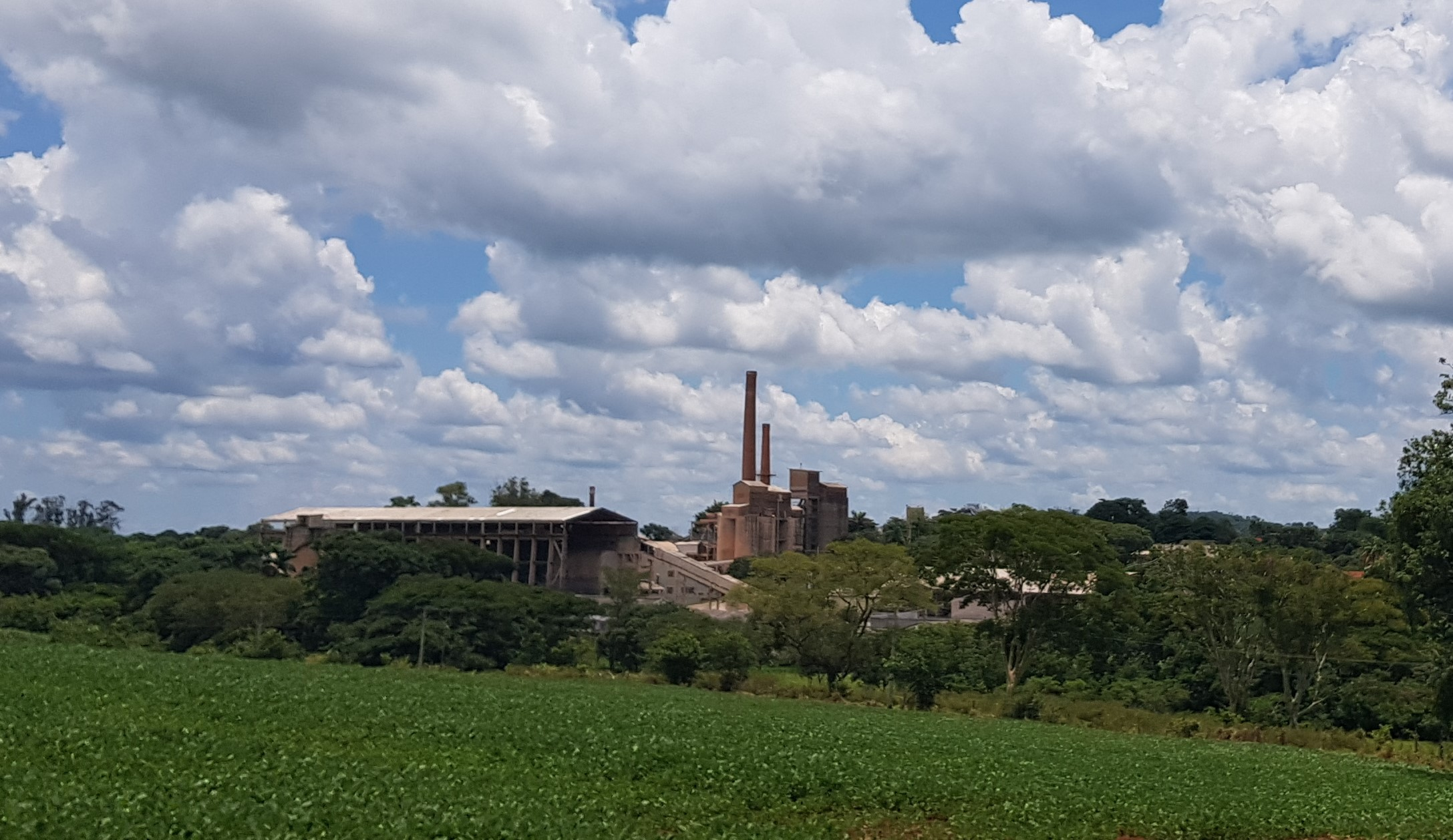
Vista da Fábrica de Cimento Ponte Alta

Em 1949, o Triângulo Mineiro foi palco de um evento significativo com a aprovação para a instalação de uma grande fábrica de cimento em Ponte Alta, explorando a abundância de calcário na região. Este empreendimento foi uma iniciativa dos irmãos José e Francisco Matos Barreto e outros membros da família, que perceberam o potencial das terras para a produção de cimento portland. A empresa contratou especialistas da Dinamarca para avaliar a viabilidade econômica e realizar sondagens técnicas no local.
A escolha do local para a fábrica, a antiga Caieira Fantini, uma propriedade que já era conhecida pela produção de cal, resultou numa acirrada disputa entre os municípios de Uberaba e Conquista. Uberaba saiu vencedora, oferecendo melhores condições infraestruturais, um esforço liderado pela Associação Comercial e Industrial de Uberaba (ACIU), sob a presidência de Arlindo de Carvalho.
A instalação da fábrica exigiu superação de grandes desafios, como a insuficiência de energia elétrica, que foi resolvida com a construção da Usina dos Macacos no rio Araguari, e o transporte, que viu a construção de um ramal ferroviário para conectar Ponte Alta à rede ferroviária principal. A fábrica não apenas proporcionou empregos, mas também estimulou o comércio local e regional.
Além de impulsionar a economia local, a fábrica facilitou a criação de uma vila residencial para os trabalhadores, com a população chegando a 2.500 pessoas durante o auge das operações e que veio a se tornar o distrito de Ponte Alta. A fábrica permaneceu como um pilar econômico por 60 anos, até que foi adquirida pela Lafarge e suas operações foram transferidas para Arcos em 2004. Atualmente a RHI Magnesita é proprietária da fábrica.